# (3253) Gradie
(3253) Gradie – planetoida z pasa głównego asteroid okrążająca Słońce w ciągu 3 lat i 136 dni w średniej odległości 2,25 au. Została odkryta 28 kwietnia 1982 roku w Lowell Observatory (Anderson Mesa Station) przez Edwarda Bowella. Nazwa planetoidy pochodzi od Jonathana Careya Gradie, amerykańskiego astronoma zajmującego się badaniami rodzin planetoid Koronis i Eos. Przed nadaniem nazwy planetoida nosiła oznaczenie tymczasowe (3253) 1982 HQ1.